# Tidsnummer
Tidsnummer, tnr, är inom den svenska försvarsmakten ett sätt att identifiera ett meddelande från en avsändare till en mottagare. Tidsnumret, som är sexställigt, består av dagens datum samt klockslaget då meddelandet skrevs.
Ett meddelande som författades den 5 augusti 1992 klockan 10:30 får på detta sätt tidsnumret 051030.
En speciell svårighet uppstår vid övergång från sommartid till normaltid på hösten: Samma klockslag kommer ju två gånger efter klockan 01:59. Man har då infört konventionen att enbart udda tidsnummer används den första gången det är 02:01–02:59, och enbart jämna tidsnummer den andra gången klockan är 02:00–02:58. Vid växlingen på våren från normaltid till sommartid hoppar man ju över klockslagen 02:00–02:59, varför då någon dubbeltydighet aldrig kan uppstå. 
Den engelska motsvarigheten är DTG, Date Time Group, se en:Date-time group.
Om kommunikationen överskrider en eller flera gränser mellan tidszoner lägger man som referens till en tidszonbokstav efter tidsnumret. Koordinerad universell tid, UTC, betecknas med Z ("Zero Time" eller "Zulu Time").